# Rafi Levi
Rafi Levi (en hebreo: רפי לוי‎; mandato británico de Palestina; 22 de febrero de 1938-25 de febrero de 2021) fue un futbolista de Israel que jugaba en la posición de delantero.

## Carrera

### Club
| Periodo   | Club                |
| --------- | ------------------- |
| 1954–1960 | Maccabi Tel Aviv FC |
| 1960      | Highlands Park FC   |
| 1960–1961 | Maccabi Tel Aviv FC |
| 1961–1963 | Sydney Hakoah FC    |
| 1964–1965 | Highlands Park FC   |
| 1965–1966 | Maccabi Tel Aviv FC |
| 1966–1972 | Highlands Park FC   |
| 1973      | Hapoel Ra'anana AFC |

### Selección nacional
Jugó para Israel de 1958 a 1960 con la que anotó nueve goles en 16 partidos, logrando el subcampeonato de la Copa Asiática 1960.

## Logros
- Israeli Championship (2): 1955–56, 1957–58
- State Cup (3): 1955, 1958, 1959
- National South African Championship (4): 1960, 1964, 1966, 1968
- South African Cup (3): 1965, 1966, 1967
- New South Wales Federation Championship (2): 1961, 1962
- New South Wales Federation Cup (2): 1961, 1963